# Wo ist Anne Frank
Wo ist Anne Frank (Originaltitel Where Is Anne Frank) ist ein historischer Animationsfilm von Ari Folman, der im Juli 2021 bei den Internationalen Filmfestspielen von Cannes seine Premiere feierte und im Februar 2023 in die deutschen Kinos kam.

## Handlung

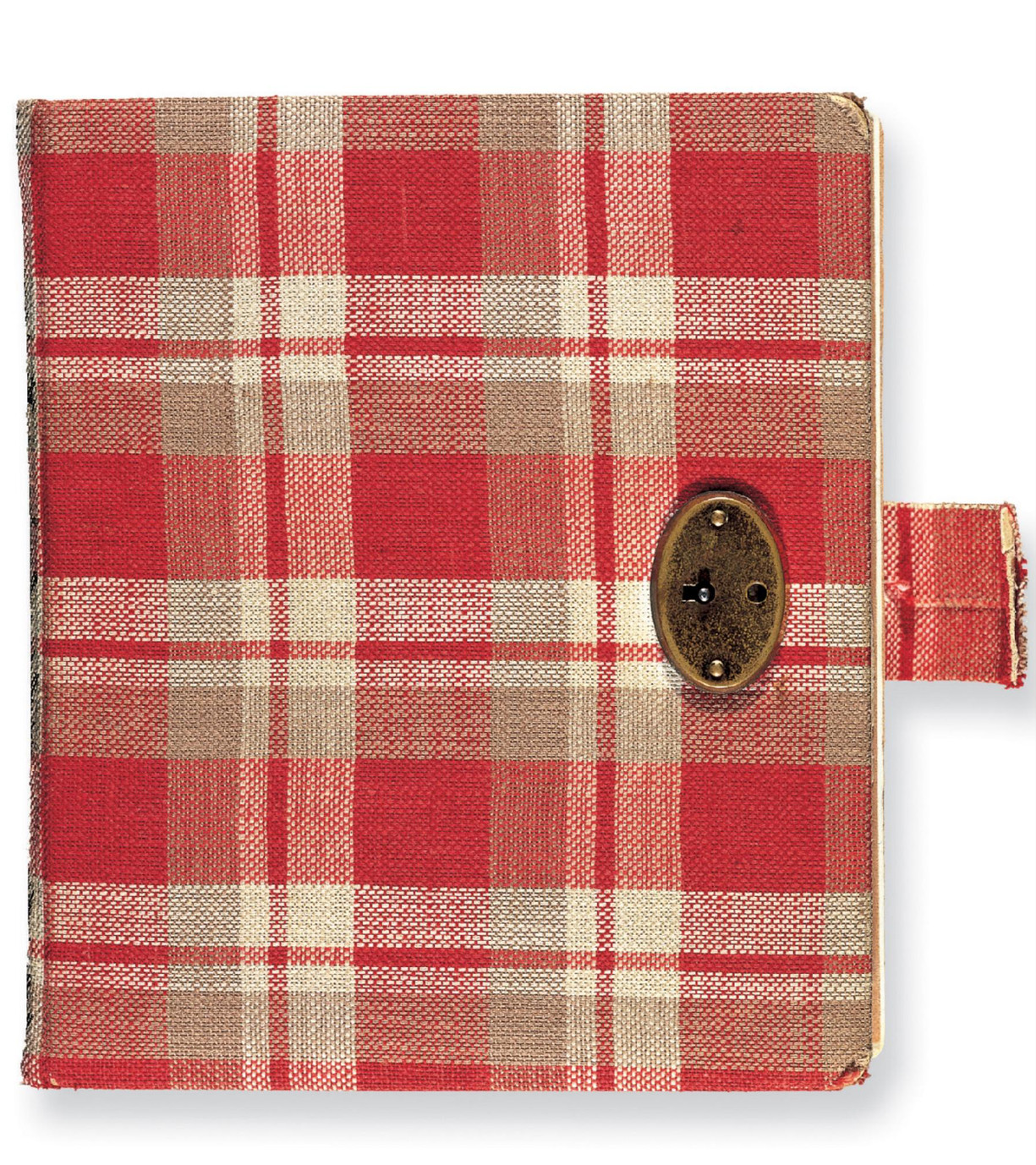
Kitty entsteigt Anne Franks Tagebuch und macht sich in Amsterdam auf die Suche nach ihrer Freundin

An einem stürmischen Morgen des Jahres 2019 lässt das Unwetter das Glas der Vitrine zerspringen, in dem sich das Tagebuch von Anne Frank befindet. Das Haus in Amsterdam, in dem sich die Familie Frank zwischen Juli 1942 und August 1944 vor den Nazis versteckt hielt, ist mittlerweile ein Museum. Das handgeschriebene Tagebuch mit dem rotkarierten Einband  ist auf den Boden gefallen, und wie von Zauberhand laufen die mit Tinte geschriebenen Zeilen darin zusammen und ein sommersprossiges 13-jähriges Mädchen mit einem widerspenstigen roten Haarschopf steht im Raum. Es ist Kitty, die Freundin aus Annes Tagebuch, die sich materialisiert hat. Nur in unmittelbarer Nähe des Tagebuchs existiert sie, und der Museumswärter oder die Besucher können das Mädchen jedoch nicht sehen.
Zunächst bleibt Kitty im Hinterhaus und beobachtet, wie sich Touristen in Annes winziges Schlafzimmer drängen. Kitty ist verblüfft, als sie einen endlosen Strom von Fremden in ihrem Schlafzimmer sieht, die auf die kargen Möbel und die an den Wänden hängenden Fotos starren. Um herauszufinden, wo sich ihre beste Freundin gerade befindet, nimmt Kitty das Tagebuch an sich und flüchtet mit diesem durch die Stadt. Sie weiß nicht, welches Jahr es ist und hat auch keine Ahnung, dass Anne 75 Jahre zuvor deportiert wurde. Kitty taucht in eine ihr völlig fremde Welt ein. Sie lernt einen Jungen namens Peter kennen, der sie bei ihrer Suche unterstützt. Schnell entwickelt sie romantische Gefühle für ihn. Peter zeigt ihr, wie Migranten hier in Amsterdam ausgegrenzt werden, mit welchen Nöten Flüchtlingskinder in der heutigen Welt konfrontiert sind und erzählt ihr von der geplanten Abschiebung von Menschen in Not durch die niederländische Regierung. 
Obwohl Annes Name auf vielen Brücken, Bibliotheken und Theatern in Amsterdam zu lesen ist, scheint die Stadt die Lektionen von Annes kurzem Leben nicht verinnerlicht zu haben. Zwar hat ihr Name fortgelebt, der Geist, in dem sie lebte, jedoch nicht. Ihre Enttäuschung ist groß als sie feststellt, dass die Tragödie von Annes Tod zur Ware wurde. Nun, wo man für das verschwundene Tagebuch eine Belohnung von 100.000 Euro ausgesetzt hat, droht Kitty dieses zu vernichten, sollte man eine geplante Massenabschiebung von Flüchtlingen nicht unterlassen.

## Produktion

### Filmstab und frühere Arbeiten

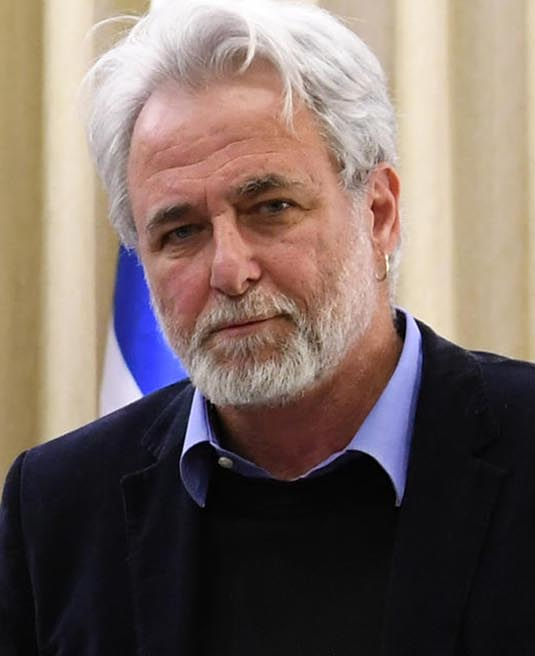
Ari Folman bei einer Vorstellung von Das Tagebuch der Anne Frank Graphic Diary

Regie führte Ari Folman. Dieser hatte 2017 gemeinsam mit David Polonsky Das Tagebuch der Anne Frank Graphic Diary veröffentlicht, Anne Franks Aufzeichnungen als Comic, insbesondere für jüngere Leser gedacht. Es handelt sich um eine Kombination aus dem Originaltext und lebendigen, fiktiven Dialogen, eindrücklich und einfühlsam illustriert. Während Folman als Sohn polnischer Holocaust-Überlebender geboren wurde und als junger israelischer Soldat den Ersten Libanonkrieg miterlebte und über seine traumatischen Erlebnisse 2008 den animierten Dokumentarfilm Waltz with Bashir drehte, wurde Polonsky als Illustrator und Comiczeichner weltbekannt. Wo ist Anne Frank? widmete Folman seinen Eltern, die in derselben Woche wie die Familie Frank im Konzentrationslager Bergen-Belsen ankamen.
Als Animation Supervisor fungierte Tal Gadon.

### Sprecher und Filmmusik
Emily Carey leiht im Film Anne Frank ihre Stimme, während ihre Eltern von Michael Maloney und Samantha Spiro gesprochen werden. Ruby Stokes spricht Kitty und Sebastian Croft ihren neuen Bekannten Peter van Daan. Skye Bennett leiht Annes Schwester Margot ihre Stimme, Andrew Woodall spricht Albert Dussel und Folman selbst einen der Polizisten.
In der deutschen Synchronfassung leiht unter anderem Iris Berben Anne Franks bester Freundin Hanneli Goslar ihre Stimme. Anni C. Salander spricht Anne Frank. Die deutsche Synchronisation entstand nach einem Dialogbuch und der Dialogregie von Stephan Hoffmann im Auftrag der Cinephon Filmproduktions GmbH, Berlin.
Die Filmmusik komponierten Karen O und Ben Goldwasser.

### Veröffentlichung

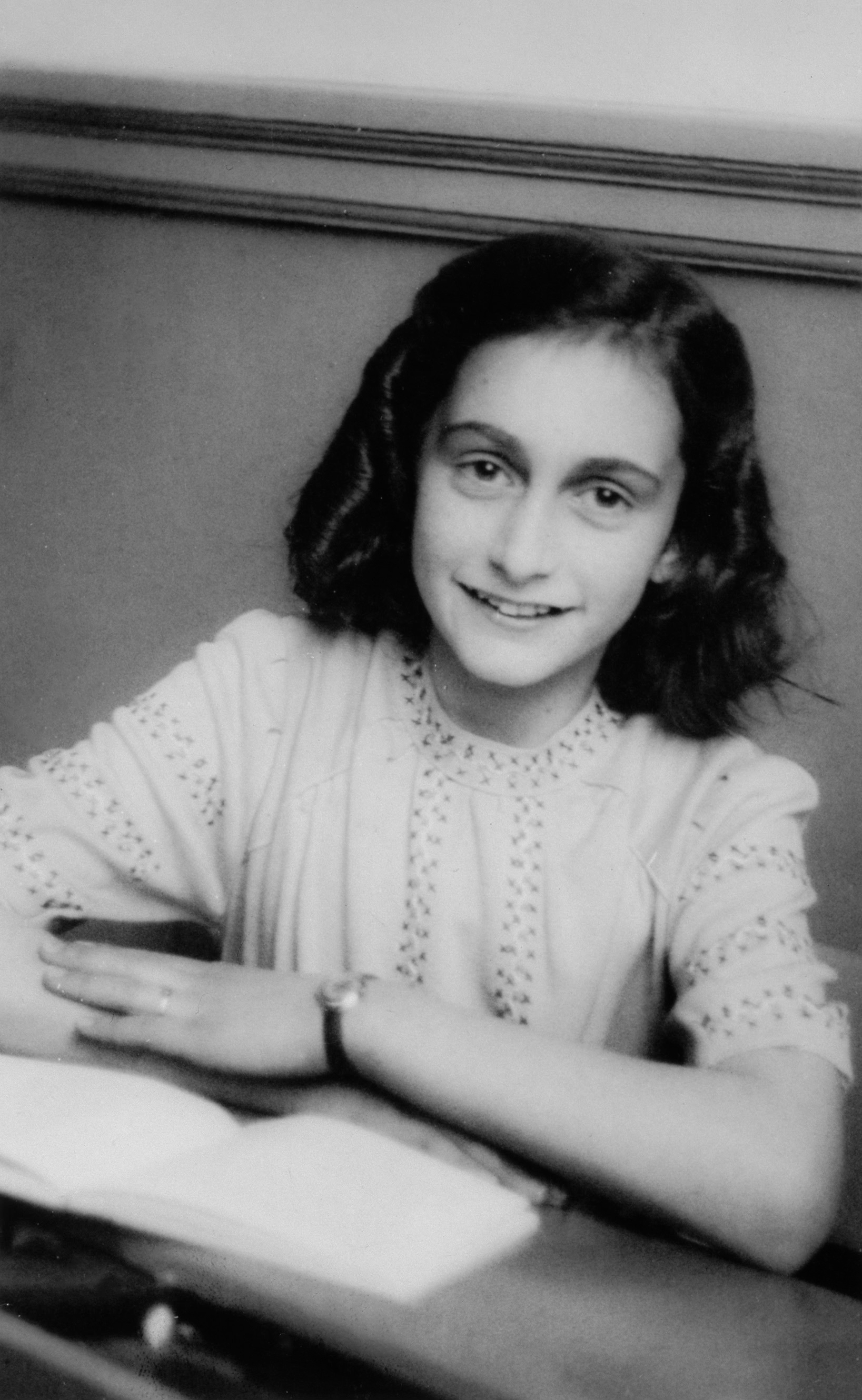
Im Film versucht Kitty herauszufinden, wie es ihrer Freundin Anne Frank ergangen ist

Die Premiere erfolgte am 9. Juli 2021 bei den Internationalen Filmfestspielen von Cannes, wo der Film außer Konkurrenz gezeigt wurde. Am 24. August 2021 eröffnete der Film das Jerusalem Film Festival. Im September 2021 erfolgten Vorstellungen beim Toronto International Film Festival. Im März 2022 wurde er beim Glasgow Film Festival und beim Luxembourg City Film Festival gezeigt. Ende Mai, Anfang Juni 2022 wurde er beim Kinder- und Jugendfilmfestival in Zlín gezeigt. Ebenfalls im Juni 2022 erfolgten Vorstellungen beim Sydney Film Festival. Der Kinostart in Deutschland war am 23. Februar 2023. Die Deutschlandpremiere erfolgte wenige Tage zuvor in Berlin. Im Juni 2023 wurde er beim Internationalen Filmfest Emden-Norderney gezeigt.
Wo ist Anne Frank wurde im Jahr 2023 zudem im Rahmen der SchulKinoWochen vorgestellt, so im März 2023 in Brandenburg und Bayern und im November 2023 in Berlin.

### Begleitendes Werk
Begleitend zum Film wurde im Oktober 2022 die deutsche Übersetzung von Kittys Tagebuch: Wo ist Anne Frank? Eine Graphic Novel veröffentlicht, für die Folman gemeinsam mit Lena Guberman arbeitete. Mehr als drei Jahre nach der Veröffentlichung der ersten Graphic Novel erzählen sie darin die auch dem Film zugrundeliegende Geschichte von Kitty, der imaginären Freundin, die Anne in ihrem Tagebuch anspricht. Die Abenteuergeschichte begleitet Kitty bei ihrer Suche nach Anne und ist durch Kittys Augen erzählt. In ihrem Tagebuch adressierte Anne Frank ab 1944 alle Einträge an eine imaginäre Freundin dieses Namens. Die in Ramat Gan in der Nähe von Tel Aviv lebende Guberman ist seit 2003 als Illustratorin für Bücher, Zeitungen und Filme tätig. Ihre Arbeiten wurden mehrfach mit dem Israel Museum Award ausgezeichnet.

## Rezeption

### Kritiken
Der Film konnte 77 Prozent der bei Rotten Tomatoes aufgeführten Kritiker überzeugen.
Peter Osteried, Filmkorrespondent der Gilde deutscher Filmkunsttheater, erklärt in seiner Kritik, der israelische Filmemacher Ari Folman, der mit Waltz with Bashir einen eindrucksvollen Zeichentrickfilm für Erwachsene vorgelegt hat, habe sich mit diesem Holocaust-Film, der aus einer ungewöhnlichen Perspektive erzählt wird, eines Herzensthemas angenommen. Auch wenn man als Zuschauer längst wisse, wie es um das Schicksal von Anne Frank und ihrer Familie beschieden ist, fühle man Kitty geradeso, als würde man auch zum ersten Mal im Leben davon hören, als diese erfährt, was Anne und den anderen Menschen in ihrer Unterkunft zugestoßen ist. Wo ist Anne Frank? sei zauberhaft animiert, und Folman nutze die Möglichkeiten der Animation, wenn er Anne Franks Phantasien lebendig werden lässt, aber auch, wenn er die Nazis als übergroße dämonische Gestalten zeigt, die sich turmhoch über ihre Opfer erheben. Am Ende trage Folman etwas zu dick auf und der Film schramme auch deshalb an der Perfektion vorbei, weil ihm am Ende die notwendige Zurückhaltung fehlt.

### Auszeichnungen
Anifilm Liberec 2022
- Nominierung im internationalen Spielfilmwettbewerb[30]

Europäischer Filmpreis 2021
- Nominierung als Bester Animationsfilm

Kinder- und Jugendfilmfestival Zlín 2022
- Nominierung im Internationalen Wettbewerb in der Kategorie „Junior“[18]

Luxembourg City Film Festival 2022
- Auszeichnung mit dem School Jury Award (Ari Folman)[31]

Sitges Film Festival 2021
- Nominierung als Bester Film im Official Fantàstic Competition[32]